# Чеський Крумлов (округ)
Чеський Крумлів (чеськ. Okres Český Krumlov) — адміністративно-територіальна одиниця в Південночеському краї Чеської Республіки. Адміністративний центр — місто Чеський Крумлов. Площа округу — 1 615 кв. км., населення становить 61 100 осіб.
До округу входить 46 муніципалітетів, з котрих 6 — міста.